# 台北SCSC女子足球隊
台北SCSC足球俱樂部 (女子隊)，簡稱為台北SCSC，舊稱汐止足球俱樂部，2014年-2016年賽季是台灣木蘭足球聯賽的球隊之一。

## 簡介
台北SCSC前身汐止足球俱樂部於2000年成立，2007年俱樂部開始招收大學畢業的女子足球員。
2014年，台灣木蘭足球聯賽成立，汐止俱樂部改名台北SCSC參與賽事，並獲得上半季冠軍，也因此得以代表參加亞洲女子足球俱樂部錦標賽，但首戰即敗於中國江蘇省女子足球隊而遭淘汰。
2016年賽季結束後，台北SCSC退出木蘭聯賽。

## 隊職員及球員名單
| 總教練 | Mehmet Fatih Kale |
| 教練   | 張耀明            |
| 教練   | 張念慈            |
| 防護員 | 朱寧              |

註釋：國旗表示球員在國際足聯資格規則定義的國家隊。球員可能擁有一個以上非國際足聯國籍。
| 號碼 |          | 位置 | 球員                     |
| ---- | -------- | ---- | ------------------------ |
| 1    | 臺灣地區 | 门将 | 朱芳儀（1989年8月30日）  |
| 2    | 臺灣地區 | 后卫 | 鄧雯方（1995年12月30日） |
| 3    | 臺灣地區 | 后卫 | 江佩凌（1988年11月7日）  |
| 4    | 臺灣地區 | 中场 | 謝佩芬（1991年11月16日） |
| 5    | 臺灣地區 | 中场 | 林雅涵（1990年12月15日） |
| 6    | 臺灣地區 | 后卫 | 張愫心（1990年10月4日）  |
| 7    | 臺灣地區 | 前锋 | 丁旗 （1995年6月2日）    |
| 8    | 臺灣地區 | 前锋 | 陳怡萍（1995年11月18日） |
| 9    | 臺灣地區 | 前锋 | 許翊筠（1997年4月29日）  |
| 10   | 臺灣地區 | 中场 | 陳雅君（1994年1月18日）  |
| 11   | 臺灣地區 | 中场 | 潘彥昕（1996年2月18日）  |
| 12   | 臺灣地區 | 后卫 | 周君宜（1994年9月22日）  |

| 號碼 |          | 位置 | 球員                        |
| ---- | -------- | ---- | --------------------------- |
| 13   | 臺灣地區 | 后卫 | 鍾怡璇（1994年4月23日）     |
| 14   | 臺灣地區 | 中场 | 張淑晶（1992年5月5日）      |
| 15   | 臺灣地區 | 中场 | 莊佳葦（1988年2月12日）     |
| 17   | 臺灣地區 | 前锋 | 謝宜玲（1988年1月15日）隊長 |
| 18   | 臺灣地區 | 门将 | 羅涵靖（1996年1月14日）     |
| 19   | 臺灣地區 | 前锋 | 張馨今（1986年12月25日）    |
| 20   | 臺灣地區 | 前锋 | 江雅慧（1993年8月19日）     |
| 21   | 臺灣地區 | 前锋 | 李佾蓁（1994年4月16日）     |
| 22   | 臺灣地區 | 门将 | 莊昀佩（1995年3月29日）     |
| 23   | 臺灣地區 | 中场 | 魏采萍（1993年3月28日）     |
| 99   | 臺灣地區 | 后卫 | 王佳玉（1987年9月24日）     |

2016年4月17日更新

## 國際比賽
- 2014.11.25 IWCC 亞洲俱樂部錦標賽預賽,日本沖繩 ( 台北SCSC 2 : 4 Jiang-Su/中國 )
- 2015.09.11 五人制足球友誼賽,香港 ( 台北SCSC 5 : 2 香港國家隊 )
- 2015.09.10 五人制足球友誼賽,香港 ( 台北SCSC 4 : 3 香港國家隊 )
- 2015.09.03 五人制足球友誼賽,海南中國 ( 台北SCSC 1 : 3 中國國家隊 )
- 2015.09.02 五人制足球友誼賽,海南中國 ( 台北SCSC 3 : 2 中國國家隊 )
- 2015.07.20 五人制足球友誼賽,日本神戶 ( 台北SCSC 2 : 5 日本國家隊 )
- 2012.11.26 五人制足球友誼賽,日本名古屋 ( 台北SCSC 1 : 5 日本國家隊 )

## 梯隊
- 台北SCSC社會女組乙隊
- 台北SCSC U14至U15
- 台北SCSC U10至U12

## 球隊榮譽
| 賽事                 | 獲獎年份                                             |
| -------------------- | ---------------------------------------------------- |
| 全國女子甲組足球聯賽 | 冠軍：2009年                                         |
| 全國女子甲組足球聯賽 | 亞軍：2012年，2013年                                 |
| 體育署盃社會女子組   | 冠軍：2008年，2010年，2012年，2013年，2014年，2015年 |
| 體育署盃社會女子組   | 季軍：2011年                                         |

## 外部連結
- 台北SCSC女子足球隊的Facebook專頁
- 中華民國足球協會（页面存档备份，存于）